# Roman Kuklewicz
Roman Kuklewicz (ur. 18 marca 1908 w Tarnowie, zm. 11 września 1984 w Warszawie) – polski dyrygent.

## Życiorys
Ukończył studia u Maurycego Wolfsthala (skrzypce) i Adama Sołtysa (dyrygentura) w Konserwatorium Lwowskim. W latach 1933–1939 prowadził chóry amatorskie we Lwowie i Lublinie. Od 1945 do 1953 roku pełnił funkcję dyrygenta chóru Filharmonii Bałtyckiej i Opery Bałtyckiej w Gdańsku. W latach 1953–1955 kierował chórem Filharmonii Krakowskiej. Od 1955 do 1971 roku pełnił funkcję dyrygenta Chóru Filharmonii Narodowej w Warszawie.
Po 1945 roku był organizatorem szkolnictwa muzycznego w Częstochowie i Gdańsku. Kierował Państwową Średnią Szkołą Muzyczną w Gdańsku i Warszawie. W 1963 roku był wykładowcą na międzynarodowym kursie dyrygenckim w Berlinie. W 1969 roku otrzymał Nagrodę Państwową II stopnia.